# Edwardsiana sociabilis
Edwardsiana sociabilis är en insektsart som först beskrevs av Ossiannilsson 1936.  Edwardsiana sociabilis ingår i släktet Edwardsiana och familjen dvärgstritar. Arten är reproducerande i Sverige. Inga underarter finns listade i Catalogue of Life.